# ‘En Netafim
‘En Netafim (hebreiska: עין נטפים) är en källa i Israel.   Den ligger i distriktet Södra distriktet, i den södra delen av landet. ‘En Netafim ligger 550 meter över havet.
Terrängen runt ‘En Netafim är kuperad åt sydost, men åt nordväst är den platt. Runt ‘En Netafim är det ganska glesbefolkat, med 42 invånare per kvadratkilometer. Närmaste större samhälle är Eilat, 7,8 km sydost om ‘En Netafim. Trakten runt ‘En Netafim är ofruktbar med lite eller ingen växtlighet.